# Slib (Jiří Kratochvil)
Slib (2009) je román Jiřího Kratochvila. Vypráví příběh o problému viny a vztahu snů a skutečnosti na pozadí reálií Brna 50. let 20. století.

## Obsah
Ústřední postavou románu je brněnský architekt Modráček, který nedostal příležitost plně projevit svůj umělecký talent a tuší, že společenská situace 50. let mu to už nedovolí. Kruté politické procesy, jejichž obětí se stala i jeho sestra, v něm postupně probouzejí šílené plány na odplatu. Impulzy a zároveň inspiraci pro jednání mu poskytují jeho vlastní vzpomínky potvrzované náhodami, jimž přikládá osudový význam.
Příčinu smrti své sestry zosobnil v důstojníkovi StB Láskovi. Původní plán na symbolické uvěznění Lásky v pozlacené kleci uprostřed náhodně objeveného sklepení pod vlastním domem se změní shodou náhod ve skutečnost. Počet vězněných se však postupně zvyšuje. Zprvu dílem náhody, později kvůli Modráčkovým ohledům k dříve uvězněným. Architekt pro ně v rozlehlých podzemních prostorách buduje ohromující stavební komplex, který mu nebylo umožněno vytvořit nad zemí. Prostředky získává z pokladu zanechaného v podzemí vyhnanými německými obyvateli a také z prodeje částí klece, jež se ukázala být ze zlata. S posedlostí rozvojem absurdního horizontálního města se prohlubuje i Modráčkovo šílenství. V ideálním domě vzniká komunita lidí, jež více méně smířená se svým osudem se učí společně žít.
Kratochvil v díle mísí místy detektivní postupy se surrealistickými vizemi, střídá roli vypravěčů a prostřednictvím těchto efektů neustále živí čtenářovu pozornost. Snad aby nechal lepší průchod čtenářově fantazii, připustil dva konce příběhu. Uvěznění se dočkají svobody a zavdají mladé dvojici souložící po desetiletích nedaleko místa činu podnět k úvahám nad problémem viny v dávno minulé době. Nebo nešťastnou náhodou zahynou a novinář Petr Luňák se náhodně a symbolicky přiblíží k jejich ztracenému hrobu v podzemí i k jedné z aktérek příběhu, aniž by si dokázal události spojit. Některé prvky romány byly označeny jako postmoderní.
Jako inspiraci Kratochvil přiznává stejnojmenné dílo Friedricha Dürrenmatta a jednu z povídek Vladimira Nabokova. Zřetelný je i vliv starších děl samotného autora.

## Recenze
- Recenze Dagmar Hábové na serveru Aluze.cz
- Recenze Pavly Jurmové na serveru iLiteratura
- Recenze Vladimíra Karfíka v Českém rozhlase
- Recenze Vítka Schmarce na serveru iLiteratura